# Copa Fares Lopes de 2019
A Taça Fares Lopes de 2019 ou Copa Fares Lopes de 2019 foi a 10ª (décima) edição da competição que é disputada por equipes cearenses, dando ao campeão uma vaga na Copa do Brasil de 2020
De acordo com o Cronograma Oficial do Futebol Cearense – 2019 da Federação Cearense de Futebol – FCF, publicado no site da entidade, a edição de 2019 da Taça Fares Lopes teria início em 10 de agosto, estendendo-se até meados de outubro. Entretanto, meses depois, a FCF publicou a tabela básica da competição, segundo a qual a Fares Lopes 2019 teria início em 18 de agosto, com final prevista para o dia 3 de novembro.

## Regulamentos
A competição é regida por dois regulamentos que mutuamente se complementam:
- Regulamento Específico da Competição (REC) – que considera o sistema de disputa e outras matérias específicas e vinculadas a esta competição;
- Regulamento Geral das Competições (RGC) – o qual trata das matérias comuns aplicáveis a todas as competições sob a coordenação da FCF.

Os clubes participantes deverão ainda obedecer a dois critérios técnicos: ter-se inscrito no prazo do edital e estar quites com suas obrigações financeiras junto a FCF e TJDF/CE.

## Sistema de disputa
O Campeonato será disputado em três fases, a saber: Primeira Fase, Semifinal e Final.
Primeira Fase: os clubes jogarão entre si em partidas de ida, totalizando oito jogos para cada clube. Ao final da Primeira Fase, os clubes colocados entre 1º e 4º lugares estarão classificados para a Fase Semifinal. Em caso de empate em pontos ganhos entre dois ou mais clubes ao final da Primeira Fase, o desempate, para efeito de classificação, será efetuado observando-se os critérios abaixo:
1. Maior número de vitórias;
2. Melhor saldo de gols;
3. Maior número de gols pró;
4. Confronto direto (entre dois clubes somente);
5. Menor número de cartões vermelhos recebidos;
6. Menor número de cartões amarelos recebidos;
7. Sorteio.

Semifinal: os quatro clubes classificados na Primeira Fase jogarão em partidas de ida e volta, com mando de campo do segundo jogo para o clube com melhor colocação na Primeira Fase, da seguinte forma:
- GRUPO B: 1º colocado da Primeira Fase × 4º colocado da Primeira Fase;
- GRUPO C: 2º colocado da Primeira Fase × 3º colocado da Primeira Fase.

Ao final dos dois jogos, o clube que somar o maior número de pontos estará classificado para a Final. Em caso de empate em pontos ganhos, o desempate que resultará no clube classificado será efetuado observando os seguintes critérios:
1. Maior saldo de gols na Semifinal;
2. Cobrança de pênaltis, segundo os critérios adotados pela IFAB.

Será considerado como 3º colocado do torneio a equipe de melhor campanha, dentre as eliminadas na Semifinal, conforme os seguintes critérios:
1. Mais pontos ganhos na competição (Primeira Fase e Semifinal);
2. Maior número de vitórias na competição (Primeira Fase e Semifinal);
3. Melhor saldo de gols na competição (Primeira Fase e Semifinal);
4. Maior número de gols pró na competição (Primeira Fase e Semifinal);
5. Menor número de cartões vermelhos recebidos na competição (Primeira Fase e Semifinal);
6. Menor número de cartões amarelos recebidos na competição (Primeira Fase e Semifinal);
7. Sorteio.

Final: nessa fase, os clubes vencedores da Semifinal se enfrentarão em partidas de ida e volta para definição do clube campeão, com mando de campo no segundo jogo para o clube com melhor campanha em toda a competição, segundo os seguintes critérios:
1. Mais pontos ganhos na competição (Primeira Fase e Semifinal);
2. Maior número de vitórias na competição (Primeira Fase e Semifinal);
3. Melhor saldo de gols na competição (Primeira Fase e Semifinal);
4. Maior número de gols pró na competição (Primeira Fase e Semifinal);
5. Menor número de cartões vermelhos recebidos na competição (Primeira Fase e Semifinal);
6. Menor número de cartões amarelos recebidos na competição (Primeira Fase e Semifinal);
7. Sorteio.

Ao final dos dois jogos, o clube que somar o maior número de pontos será considerado campeão. Em caso de empate em pontos ganhos, o desempate que resultará no clube campeão será efetuado observando os seguintes critérios:
1. Maior saldo de gols na Final;
2. Cobrança de pênaltis, segundo os critérios adotados pela IFAB.

O clube campeão garantirá uma vaga na Copa do Brasil 2020. Caso o campeão seja o Ceará ou o Fortaleza, já assegurados na Copa do Brasil 2020, a vaga na Copa do Brasil será destinada ao vice-campeão. Caso a final do torneio seja entre Ceará e Fortaleza, a vaga na Copa do Brasil será destinada ao 3º colocado.

## Primeira Fase

### Grupo A
| 1 | Caucaia           | 15 | 8 | 4 | 3 | 1 | 15 | 10 | +5  |
| 2 | Atlético Cearense | 14 | 8 | 4 | 2 | 2 | 9  | 8  | +1  |
| 3 | Guarany de Sobral | 13 | 8 | 3 | 4 | 1 | 9  | 7  | +2  |
| 4 | Floresta          | 12 | 8 | 3 | 3 | 2 | 16 | 7  | +9  |
| 5 | Ferroviário       | 12 | 8 | 3 | 3 | 2 | 7  | 6  | +1  |
| 6 | Horizonte         | 11 | 8 | 2 | 5 | 1 | 8  | 9  | –1  |
| 7 | Pacajus           | 8  | 8 | 2 | 2 | 4 | 9  | 12 | –3  |
| 8 | Ceará             | 6  | 8 | 1 | 3 | 4 | 6  | 10 | –4  |
| 9 | Fortaleza         | 4  | 8 | 1 | 1 | 6 | 8  | 18 | –10 |

|  |                           |
|  | Classificados à Semifinal |

| Atlético Cearense | —   |     |     |     | 1–0 | 1–2 | 1–1 |     | 1–0 |
| Caucaia           | 2–0 | —   | 3–1 | 1–1 |     |     |     | 1–1 |     |
| Ceará             | 1–2 |     | —   |     | 1–1 |     | 0–1 | 0–1 |     |
| Ferroviário       | 1–2 |     | 1–2 | —   | 1–1 |     |     |     | 1–0 |
| Floresta          |     | 3–1 |     |     | —   | 6–1 | 0–0 | 5–1 |     |
| Fortaleza         |     | 1–2 | 1–1 | 0–1 |     | —   |     |     | 3–4 |
| Guarany de Sobral |     | 2–2 |     | 0–1 |     | 1–0 | —   |     | 3–2 |
| Horizonte         | 1–1 |     |     | 0–0 |     | 2–0 | 1–1 | —   |     |
| Pacajus           |     | 1–3 | 0–0 |     | 1–0 |     |     | 1–1 | —   |

| Vitória do mandante | Vitória do visitante | Empate |